# Galactia fasciculata
Galactia fasciculata är en ärtväxtart som beskrevs av Emil Hassler. Galactia fasciculata ingår i släktet Galactia och familjen ärtväxter. Inga underarter finns listade i Catalogue of Life.